# Elle (chanson de Melissa M)
 (mai 2022).
Pour les articles homonymes, voir Elle.
Singles de Melissa M
Benthi
(2007) Cette fois
(2008)
Pistes de Avec tout mon amour
Avec tout mon amour Jusqu'au bout
Elle est une chanson de l'artiste française de R'n'B Melissa M sortie le 15 octobre 2007 sous le label Up Music et Warner Music Group. Extrait de l'album Avec tout mon amour, la chanson est écrite par Stevie Wonder, Mounir Belkhir, Melissa M et produite par Tefa, Mounir Belkhir, Masta. Le single s'est classé numéro un en France du 15 octobre au 21 octobre 2007.

## Clip vidéo
Le clip vidéo sort le 11 décembre 2007 sur le site de partage YouTube sous le compte de Melissa M.

## Liste des pistes
CD-Single
1. Elle - 3:40 (Stevie Wonder, Mounir Belkhir)
2. À cœur ouvert - 4:53 (Pegguy Tabu, Vitaa)

## Classement et succession

### Classement par pays
| Classement (2007)                       | Meilleure position |
| --------------------------------------- | ------------------ |
| France (SNEP)                           | 1                  |
| Belgique (Wallonie Ultratop 50 Singles) | 24                 |